# Goldscheitel-Smaragdkolibri
Der Goldscheitel-Smaragdkolibri (Cynanthus auriceps) ist eine Vogelart aus der Familie der Kolibris (Trochilidae), die endemisch in Mexiko ist. Er kommt vom  Süden Sinaloas über Durango bis Guerrero und Oaxaca vor. Der Bestand wird von der IUCN als nicht gefährdet (Least Concern) eingeschätzt. Die Art gilt als monotypisch.

## Merkmale
Der Goldscheitel-Smaragdkolibri erreicht eine Körperlänge von etwa 7,5 bis 9,5 cm bei einem Gewicht von 2,2 g. Das Männchen hat einen langen tief gegabelten Schwanz. Der Kopf und der Körper sind smaragdgrün, wobei der Oberkopf und die Unterseite mehr glitzert. Der Schwanz ist blauschwarz und hat graue Spitzen an den inneren Steuerfedern. Das Weibchen ist kleiner mit gegabeltem Schwanz. Der weißliche Augenstreif hebt sich vom Grün des Oberkopfs und den schwärzlichen Ohrdecken deutlich ab. Nacken und Unterseite sind goldengrün. Die inneren Schwanzfedern sind ebenfalls goldengrün, doch sind die äußeren schwärzlich. Die zwei äußersten Paare haben zusätzlich weiße Spitzen und sind an der Basis der Außenfahnen weiß. Männliche Jungtiere sehen ähnlich wie die Weibchen aus, haben aber einen längeren blauschwarzen Schwanz. Die inneren drei Steuerfedern mit blass grauen Spitzen wirken ausgewaschen grün. Die äußersten haben blass bis matt graue Spitzen. Die Unterseite ist teilweise grün und formt gelegentlich einen Kragenspiegel. Weibchen und Jungtiere ähneln dem Blaukehl-Breitschnabelkolibri oder dem Blaugesichtkolibri, sind aber kleiner und der Schwanz ist stärker gegabelt. Außerdem fehlt das Blau an der Kehle.

## Verhalten und Ernährung
Der Goldscheitel-Smaragdkolibri bezieht seinen Nektar u. a. von Wandelröschen. Ansonsten ist kein Unterschied zur Ernährung des Blauschwanz-Smaragdkolibris bekannt.

## Fortpflanzung
Die Brutsaison des Goldscheitel-Smaragdkolibris ist von Februar bis Juli. Ein Gelege besteht aus zwei weißen Eiern. Es wird vermutet, dass er im Brutverhalten dem Blauschwanz-Smaragdkolibri ähnelt.

## Lautäußerungen
Der Gesang des Goldscheitel-Smaragdkolibris besteht aus trockenen ratternden und schnatternden Tönen. Dieses klingt etwas härter als beim Blaukehl-Breitschnabelkolibri.

## Verbreitung und Lebensraum

Verbreitungsgebiet des Goldscheitel-Smaragdkolibris

Der Goldscheitel-Smaragdkolibri bevorzugt Waldungen und Gestrüpp, in überwachsenen Lichtungen, wie auch Waldränder, meist in trockenen bis halbtrockenen Gebieten. Hier bewegt er sich in Höhenlagen von Meeresspiegel bis 1800 Meter.

## Migration
Der Goldscheitel-Smaragdkolibris gilt als Standvogel.

## Etymologie und Forschungsgeschichte
Die Erstbeschreibung des Goldscheitel-Smaragdkolibris erfolgte 1852 durch John Gould unter dem wissenschaftlichen Namen Trochilus (----?) auriceps. Das Typusexemplare stammten aus Mexiko und wurden von Damiano Floresi d’Arcais zur Verfügung gestellt. Lange wurde er in der 1853 von John Gould neu eingeführten Gattung Chlorostilbon eingeordnet. »Chlorostilbon« setzt sich aus den griechischen Worten »chlōros χλωρός« für »grün« und »stilbōn στίλβων« für »scheinend« zusammen. Die Griechen gaben dem Merkur den Beinamen Stilbōn was auf das Verb »stilb« für »blinken« zurückzuführen ist. William Swainson erstbeschrieb 1827  den Breitschnabelkolibri unter dem heutigen Namen Cynanthus latirostris. Mit der neuen Art führte er auch dir neue Gattung Cynanthus ein. Dieser Name ist ein griechisches Gebilde aus »κυανός cyanos« für »dunkelblau« und »ἄνθος anthos« für »Blüte«.  Der Artname »auriceps« ist ein lateinisches Wortgebilde aus »aurum« für »Gold« und »-ceps,  caput, capitis« für »-gekrönt, Kopf«.